# Sant Andiòu (Droma)
Sant Andiòu (en francès Saint-Andéol) és un municipi francès situat al departament de la Droma i a la regió d'Alvèrnia-Roine-Alps. L'any 2007 tenia 51 habitants.

## Demografia

### Població
El 2007 la població de fet de Saint-Andéol era de 51 persones. Hi havia 22 famílies de les quals 9 eren unipersonals (9 dones vivint soles i 9 dones vivint soles), 9 parelles sense fills i 4 parelles amb fills.
La població ha evolucionat segons el següent gràfic:
Habitants censats

### Habitatges
El 2007 hi havia 65 habitatges, 22 eren l'habitatge principal de la família, 40 eren segones residències i 2 estaven desocupats. Tots els 65 habitatges eren cases. Dels 22 habitatges principals, 18 estaven ocupats pels seus propietaris, 3 estaven llogats i ocupats pels llogaters i 1 estava cedit a títol gratuït; 3 tenien tres cambres, 4 en tenien quatre i 15 en tenien cinc o més. 16 habitatges disposaven pel capbaix d'una plaça de pàrquing. A 10 habitatges hi havia un automòbil i a 12 n'hi havia dos o més.

### Piràmide de població
La piràmide de població per edats i sexe el 2009 era:
| Homes | Edats   | Dones |
| ----- | ------- | ----- |
| 0     | 95 o +  | 0     |
| 0     | 90 a 94 | 0     |
| 0     | 85 a 89 | 0     |
| 0     | 80 a 84 | 0     |
| 4     | 75 a 79 | 0     |
| 0     | 70 a 74 | 0     |
| 4     | 65 a 69 | 4     |
| 0     | 60 a 64 | 0     |
| 0     | 55 a 59 | 4     |
| 0     | 50 a 54 | 0     |
| 0     | 45 a 49 | 0     |
| 0     | 40 a 44 | 0     |
| 0     | 35 a 39 | 0     |
| 8     | 30 a 34 | 4     |
| 0     | 25 a 29 | 0     |
| 4     | 20 a 24 | 0     |
| 0     | 15 a 19 | 0     |
| 0     | 10 a 14 | 0     |
| 0     | 5 a 9   | 0     |
| 0     | 0 a 4   | 0     |

## Economia
El 2007 la població en edat de treballar era de 30 persones, 20 eren actives i 10 eren inactives. De les 20 persones actives 16 estaven ocupades (10 homes i 6 dones) i 3 estaven aturades (1 home i 2 dones). De les 10 persones inactives 6 estaven jubilades, 1 estava estudiant i 3 estaven classificades com a «altres inactius».

### Activitats econòmiques
L'únic establiment que hi havia el 2007 era d'una entitat de l'administració pública.
L'any 2000 a Saint-Andéol hi havia 3 explotacions agrícoles que ocupaven un total de 33 hectàrees.

## Poblacions més properes
El següent diagrama mostra les poblacions més properes.